# Groton (Dakota del Sur)
Groton es una ciudad ubicada en el condado de Brown en el estado estadounidense de Dakota del Sur. En el Censo de 2010 tenía una población de 1.458 habitantes y una densidad poblacional de 321,49 personas por km².

## Geografía
Groton se encuentra ubicada en las coordenadas 45°27′6″N 98°6′0″O / 45.45167, -98.10000. Según la Oficina del Censo de los Estados Unidos, Groton tiene una superficie total de 4.54 km², de la cual 4.54 km² corresponden a tierra firme y (0%) 0 km² es agua.

## Demografía
Según el censo de 2010, había 1.458 personas residiendo en Groton. La densidad de población era de 321,49 hab./km². De los 1.458 habitantes, Groton estaba compuesto por el 97.46% blancos, el 0.34% eran afroamericanos, el 0.48% eran amerindios, el 0.07% eran asiáticos, el 0% eran isleños del Pacífico, el 0.21% eran de otras razas y el 1.44% pertenecían a dos o más razas. Del total de la población el 0.89% eran hispanos o latinos de cualquier raza.